# 竹内章 (陸上選手)
竹内 章（たけうち あきら、1947年3月2日 - ）は、日本の陸上競技選手。1972年ミュンヘンオリンピックに3000メートル障害で出場した。

## 経歴
広島県比婆郡西城町（現在の庄原市西城町）出身。日立造船に所属。1971年、第11回実業団・学生対抗陸上競技大会の3000メートル障害で優勝。
1972年ミュンヘンオリンピックに3000メートル障害で出場した。記録は1次予選で5着（8分40秒4）で、予選通過はならなかった。